# Pomnik Gabriela Narutowicza w Bielsku

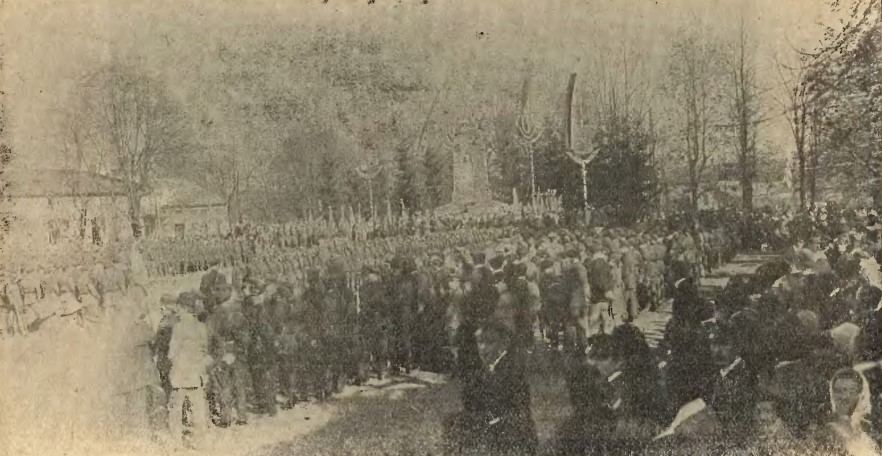
Odsłonięcie pomnika 28 października 1928 roku

Pomnik Gabriela Narutowicza w Bielsku – pomnik znajdujący się w latach 1928–1939 na pl. Blichowym (późniejszy pl. Mickiewicza) w Bielsku (od 1951 roku część Bielska-Białej). Zburzony podczas II wojny światowej, następnie w 1961 w jego miejscu ustawiono pomnik Adama Mickiewicza.
W międzywojennej Polsce był to jedyny pomnik pierwszego prezydenta II RP.

## Historia
W 1923 r. w celu upamiętnienia zamordowanego kilka miesięcy wcześniej pierwszego prezydenta Polski, Gabriela Narutowicza, powstał Komitet Uczczenia Pamięci Pierwszego Prezydenta Rzeczypospolitej Polskiej śp. Gabriela Narutowicza. Do wszystkich państwowych i samorządowych władz lokalnych w kraju wysłane zostały prośby o wsparcie działań komitetu. W Bielsku powstał Komitet Lokalny Uczczenia Pamięci Pierwszego Prezydenta Rzeczypospolitej Polskiej śp. Gabriela Narutowicza, którego utworzenie poparł burmistrz Kuno de Pongratz. Wówczas jednak działalność komitetu nie przyniosła większych rezultatów ze względu na nieprzychylność zdominowanej przez ludność niemiecką rady miejskiej, jak i braku wsparcia ze strony nowych, centroprawicowych władz państwowych.
Sytuacja zmieniła się po przewrocie majowym w 1926 r. Wydano wówczas urzędowy nakaz dotyczący propagowania osoby Narutowicza, który był konsekwentnie realizowany przez wojewodę śląskiego, Michała Grażyńskiego.
W czerwcu 1927 r. powołany został w Bielsku Komitet Budowy Pomnika Pierwszego Prezydenta RP śp. Gabriela Narutowicza, na czele którego stanął dyrektor miejscowej policji, Jan Podgórski. Patronat nad budową objęli: premier Józef Piłsudski, wicepremier Kazimierz Bartel oraz prezydent Ignacy Mościcki. Po wyklarowaniu odpowiednich wniosków do władz miasta pod budowę pomnika zaproponowane zostały trzy lokalizacje: przed hotelem Prezydent (którego nazwa upamiętniała właśnie Narutowicza), przed Teatrem Miejskim i na, położonym poza centrum, placu Blichowym. Ostatecznie wybrano pl. Blichowy. Oficjalnym powodem takiego usytuowania był brak odpowiednich warunków do budowy w dwóch pozostałych miejscach, nieoficjalnie jednak wiadomo było, że zdominowana przez Niemców rada miejska nie chciała wystawienia pomnika w ścisłym centrum.
W początkach 1928 r. podjęto decyzję, że wykonawcą popiersia prezydenta będzie pochodzący ze Śląska Cieszyńskiego rzeźbiarz Jan Raszka. Po wstępnych oględzinach miejsca, w którym powstać miał pomnik, zawarta została umowa wykonania. W czerwcu doszło do podpisania umowy z firmą Kamień na wykonanie całości pomnika.
Uroczystość odsłonięcia pomnika odbyła się 28 października 1928. Nie brał w niej udziału żaden reprezentant władz centralnych. Ignacego Mościckiego zastąpił wojewoda śląski Michał Grażyński. Oficjalne przywitanie gości przez władze miejskie nastąpiło przed kościołem św. Mikołaja, skąd po mszy pochód przemaszerował na plac Blichowy. Właściwe uroczystości rozpoczęły się o godzinie 12.15. Uczestniczyło w nich około trzech tysięcy osób. Narutowicz nie miał nic wspólnego z miastem, dlatego też fakt powstania pomnika uznawany był za demonstrację polskości w zdominowanym przez ludność niemiecką mieście.
W dniu odsłonięcia na pomniku zabrakło właściwego popiersia Narutowicza. Odlana w brązie rzeźba trafiła na swoje miejsce dopiero na początku roku 1930.
W 1939 r., po zajęciu Bielska przez wojska niemieckie i włączeniu go w granice III Rzeszy, pomnik został zburzony. Zachował się jedynie postument. W 1961 r. w tym samym miejscu powstał pomnik Adama Mickiewicza.